# Bhadayasa
Bhadayasa, död efter 35 e.Kr., var en indoskytisk monark. Han var regerande monark av en indoskytisk monarki i Punjab och Mathura 35 e.Kr. 